# Bothriophryne
Bothriophryne is een geslacht van vliesvleugeligen uit de familie Encyrtidae. De wetenschappelijke naam van dit geslacht is voor het eerst geldig gepubliceerd in 1937 door Compere.

## Soorten
Het geslacht Bothriophryne omvat de volgende soorten:
- Bothriophryne acaciae (Risbec, 1951)
- Bothriophryne ceroplastae Compere, 1937
- Bothriophryne dispar Compere, 1939
- Bothriophryne fuscicornis Compere, 1939
- Bothriophryne pulvinariae Agarwal, Agarwal & Khan, 1984
- Bothriophryne purpurascens Compere, 1939
- Bothriophryne tenuicornis (Mercet, 1925)
- Bothriophryne velata Prinsloo & Annecke, 1978